# Дай-Лам
Дай-Лам (Дай-Хос, Дайхох, чечен. ДӀай лам — Дайцев гора) — горная вершина в Шатойском районе Чеченской Республики. Высота над уровнем моря составляет 2855 метров. На некоторых топографических картах рядом с с. Дай отмечается ещё одна одноимённая гора «Дайлам», высота которого составляет 1338 метра, однако, у краеведа А. С. Сулейманова гора обозначена как «Тишол корта».

## Этиология
Название состоит из двух слов: дIай — один из чеченских тайпов, лам — гора, вершина.

## География
Ближайшие населённые пункты: Дай, Химой и Тазбичи. Неподалёку от горы протекает река Дай-ахк.

## История
В прошлом на горе Дай-Лам стояли кутаны, где держали отары овец. А в последнее время хозяйственные интересы горцев изменились, и ресурсы горы используются гораздо меньше чем ранее.